# Carollia sowelli
Carollia sowelli (Baker, Solari, & Hoffmann, 2002) è un Pipistrello della famiglia dei Fillostomidi diffuso nell'America centrale.

## Descrizione

### Dimensioni
Pipistrello di piccole dimensioni, con la lunghezza della testa e del corpo tra 53 e 70 mm, la lunghezza dell'avambraccio tra 37 e 42 mm, la lunghezza della coda tra 4 e 10 mm, la lunghezza del piede tra 11 e 15 mm, la lunghezza delle orecchie tra 15 e 21 mm e un peso fino a 19 g.

### Aspetto
La pelliccia è lunga, densa, soffice e si estende fino alla base degli avambracci. I peli sono ovunque tricolori. Le parti dorsali sono bruno-grigiastre, mentre le parti ventrali sono leggermente più chiare. Il muso è allungato. La foglia nasale è ben sviluppata, lanceolata, con la porzione inferiore saldata al labbro superiore mentre i bordi laterali sono ben separati. Sul mento è presente una grossa verruca circondata da altre più piccole disposte a U. Le orecchie sono di normali dimensioni e appuntite. Le ali sono attaccate posteriormente sulle caviglie. La coda è corta, circa un terzo della profondità dell'uropatagio, il quale è privo di peli. Il calcar è corto.

## Biologia

### Comportamento
Si rifugia all'interno delle grotte, tunnel, alberi cavi e canali d'irrigazione. I sessi solitamente formano gruppi separati.

### Alimentazione
Si nutre di frutta e qualche insetto.

## Distribuzione e habitat
Questa specie è diffusa dallo stato messicano di San Luis Potosí attraverso il Belize, Guatemala, Honduras, Nicaragua, El Salvador, Costa Rica fino a Panama occidentale.
Vive nei boschi secondari, spianate e piantagioni fino a 1.700 metri di altitudine. Talvolta, ma meno frequentemente, si trova nelle foreste mature.

## Conservazione
La IUCN Red List, considerato il vasto areale, la popolazione presumibilmente numerosa e la presenza in diverse aree protette, classifica C.sowelli come specie a rischio minimo (Least Concern)).